# Народно читалище „Надежда – 1869“
Вижте пояснителната страница за други значения на Надежда.
Народно читалища „Надежда-1869“ е духовен, книжовен и просветен център в Търново. Читалище „Надежда“ е основано на 8 юни 1869 г. Прекият инициатор за неговото създаване е търновецът търговец Димитър Хаджипавлев Иванов (1847 – 1913). В Протокол № 1 на читалището е записано:
| „ | В годината 1869 на 8 юния, събрахме се в общата стая при църквата „Свети Никола“, за да турим в действие мисълта си за съставяне на едно читалище в града ни. Събранието се отвори с едно кратко словце, произнесено от г-на Д.П.Иванова, което обемаше целта и ползата, която принасят читалищата, тяхното появяване и разпростарнение в отечеството ни, плодът, който са принесли от части на народа ни, пречките, които се явяват в началото на таквизи общополезни предприятия и за да се увенчае с успех всяко общо дело се изисква съгласие и братска любов, защото без тях нищо не става. | “ |

През същия ден избират и настоятелство на читалището: Димитър Хаджипавлев Иванов – председател, Н. Д. Смилов – подпредседател, Жоржо Момчев и Атанас Симеонов – касиери и Стефан Михов и Петър П. Димов – писари. Учредители са и П. Пипев, Коста Хаджистанев, Иван Калъпчиев, Никола П.Икономов, Атанас Бабев, Сава Фичев, Костадин Димитров, Симеон Рашков, Никола Кабакчиев, Генчо Хаджидимитров, Димитър Петев, Христо Янков, Михаил Рачев, Георги П. Иванов, Д. П. Джеферов, Параскев Стоенчев, Никола Киселов, Васил Петков, Христо Минчев, Стоян Маринов, Никола Дончев, Янко Хаджинедялков, Христо Симидов, Тодор Минчев, Петър Гюмешев.
Отпечавтат Устав на Българско читалище „Надежда“ в Търново и Правилник за дейността му, приет на 22 юни 1869 г.
По време на председателството на Тодор Шишков е подготвена и одобрена „Привременна нареда“, одобрена на заседанията на 15 август и 6 септември 1870 г. Благодарение на редовно водената документация, днес имаме представа за активната дейност, която читалището е развивало, практическите въпроси, които са били разисквани и насоките за практическа работа.
Най-активна и плодотворна е била работата на читалището през 1870 – 1872 г. През 1969 г. по случай 100-годишния юбилей на читалището е подготвен юбилеен сборник.
Дейността на читалището била разностранна:
- Библиотека;
- Издателска и лекционна дейност;
- Театрално и музикално дело;
- Общокултурологични измерения;
- Фолклор;
- Просвета;
- Връзка с други читалища – Цариград, Бяла Черква;

През пролетта на 1872 г., със заповед на турската власт, е прекратена официално дейността на читалището.
През следващите три години се води упорита борба за премахване на забраната, но до траен официален резултат не се стига. Разрешенията, които получават от новоназначения градоначалник или от великия везир Махмуд Недим паша, се оказват временни.
Неофициално дейността на читалището продължава. То е преместено от църквата „Свети НИКОЛА“ в дома на Христо Хаджинедялков. Библиотеката работи, макар че ги няма големите публични изяви.
На 16 декември 1879 г., в условията на Новоосвободена България, читалището отново официално отваря врати. За негов председател е избран Иван Славейков, за подпредседател – Георги Павлев Иванов, касиер – Захари Градинаров, секретар Иван Фичев, членове – Христо Караминков, Н. Смилов, Н. Недялков, Петър П. Димов, библиотекар – Михаил Заяков.
Народно читалище „Надежда“ съществува и днес, и продължава да развива активна дейност.